# 67-й отдельный сапёрный батальон
67-й отдельный сапёрный батальон — воинская часть в вооружённых силах СССР во время Великой Отечественной войны.

## История
Сформирован в составе Северо-Западного фронта (по данным Перечня № 27) 5 августа 1941 года на базе 264-го отдельного сапёрного батальона
В составе действующей армии с 5 августа 1941 года по 18 января 1942 года.
Действовал в районе Холма, Демянска, озера Селигер. На 18 сентября 1941 года базируется в Валдайском районе (деревня Дубровка). С начала января 1941 года принимал участие в Демянской наступательной операции 1942 года и в ходе неё 18 января 1942 года переформирован в 67-й отдельный инженерный батальон

## Подчинение
| Подчинение по месяцам | Подчинение по месяцам | Подчинение по месяцам | Подчинение по месяцам | Подчинение по месяцам |
| Дата                  | Фронт (округ)         | Армия                 | Корпус (группа)       | Примечания            |
| --------------------- | --------------------- | --------------------- | --------------------- | --------------------- |
| 1 сентября 1941 года  | Северо-Западный фронт | 27-я армия            | -                     | -                     |
| 1 октября 1941 года   | Северо-Западный фронт | -                     | -                     | —                     |
| 1 ноября 1941 года    | Северо-Западный фронт | -                     | -                     | —                     |
| 1 декабря 1941 года   | Северо-Западный фронт | -                     | -                     | —                     |
| 1 января 1942 года    | Северо-Западный фронт | -                     | -                     | —                     |

## Другие инженерно-сапёрные подразделения с тем же номером
- 67-й отдельный сапёрный батальон 28-й горнострелковой дивизии, 28-й стрелковой дивизии 1-го формирования
- 67-й отдельный сапёрный батальон 28-й стрелковой дивизии 1-го формирования
- 67-й отдельный сапёрный батальон 188-й стрелковой дивизии
- 67-й гвардейский отдельный сапёрный батальон
- 67-й отдельный инженерный батальон Северо-Западного фронта
- 67-й отдельный инженерный батальон 1-й ударной армии
- 67-й отдельный моторизованный инженерный батальон
- 67-й отдельный инженерно-сапёрный батальон
- 67-й отдельный штурмовой инженерно-сапёрный батальон